# トゥッティフルッティ

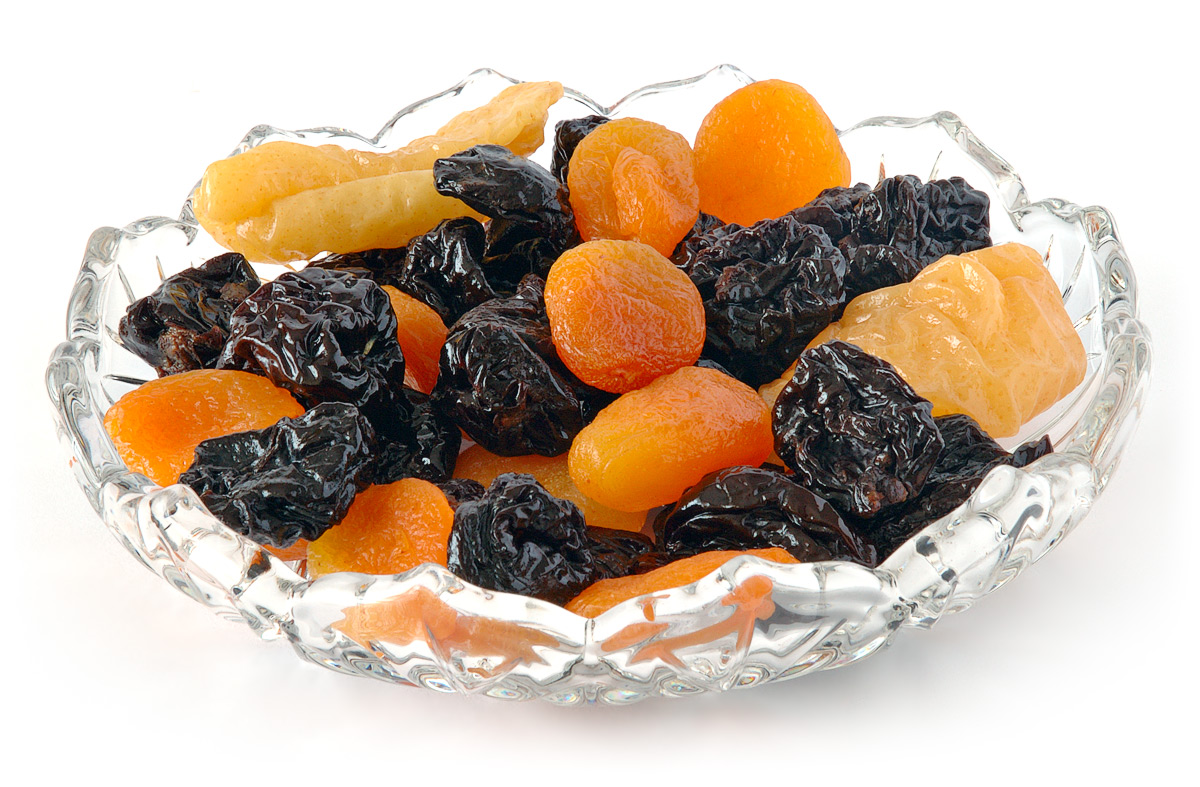
トゥッティフルッティ

トゥッティフルッティ（英語: tutti frutti、また、ハイフンで結ばれてtutti-frutti、イタリア語で「すべて果物」という意味である）は、様々な種類の砂糖漬けにされた果物が細かく刻まれたもの、あるいは、複数の果物の味が合わさったように人工的に作られた、香料が入ったカラフルな砂糖菓子である。
トゥッティフルッティアイスクリームに使われる果物は、サクランボ、レーズン、パイナップル、しばしばナッツも含む。
オランダでは、トゥッティフルッティはドライフルーツの砂糖漬けで、デザート、あるいはコース料理のサイドディッシュとして提供される 。
ベルギーでは、トゥッティフルッティはよくデザートとして見受けられる。
一般的に、トゥッティフルッティはレーズン、ザンテカランツ、アプリコット、プルーン、ナツメヤシの実やいちじくを含む。 
アメリカ合衆国では、トゥッティフルッティはブランデーやその他のスピリッツに浸されたフルーツ、あるいは砂糖やイースト菌を含む液体の中で発酵させた果物を指す言葉として使われることもある。
インドでは、トゥッティフルッティは生のパパイヤに砂糖をまぶしたものを指す。これらは通常、明るく着色された小さな四角いパパイヤのかけらである。トッティフルッティで最も一般的な色は赤、また鮮やかな緑色や黄色が使われる。これらは、ケーキ、ミルクパン、クッキー、ディルクス、ロールパンを含むさまざまなパン製造で使われる。トゥッティフルッティはまた、アイスクリームやサンデーのトッピングとして、冷たいデザートにも使われる。これらはまた、甘いパーン（インド・東インド諸島のキンマを用いたガムのような嗜好品の一種）やサンギート(ペーパーマサラ）にも使われる。

## アイスクリーム
19世紀末から1950年代後半まで、ケンタッキー州のオコローナでアイスクリーム事業を実行したロイ・マザーヘッドは、しばしば、トゥッティフルッティアイスクリームを発明したと信じられている。 「トゥッティフルッティ」は、「すべての果実」を表すイタリア語だが、記事は一説によると、アイスクリームの名前はその発明者の娘が持っていたニックネーム“Toodie”から由来していると主張するものもいる。
少なくとも一冊のアメリカ料理本が、トゥッティフルッティアイスクリームはアメリカで人気があったと示唆しているレシピを含む。 1919年にニューヨークで発表されたマリー・ジェンティーレによるThe Italian Cookbookは、イチゴ、梨、プラム、アプリコット、桃、サクランボ、メロン、レモン汁、および粉砂糖を使用しているトゥッティフルッティアイスのレシピを含む。レシピの終わりには、「これはアメリカで知られているようなトゥッティフルッティアイスクリームではない」と書かれている。ジョージア州サバンナのアイスクリームパーラー、「レオポルズ」は、20世紀初頭からトゥッティフルッティアイスクリームを提供してきたと主張している。
「トゥッティフルッティ」という用語は、1950年代より前に他のレシピや食品名に使用されていた。1928年の料理本、フローレンスA.カウルズによるSeven Hundred Sandwiches（ボストンで出版）は、ホイップクリーム、ナツメヤシの実、レーズン、イチジク、クルミ、砂糖から作られたスプレッドを塗ったトゥッティフルッティサンドイッチのレシピを含む。これに先立ち、1888年に、アダムスニューヨークガム会社が作成した、自動販売機で販売された最初のガムの味の一つがトゥッティフルッティだった。